# Skandinavische Münzunion

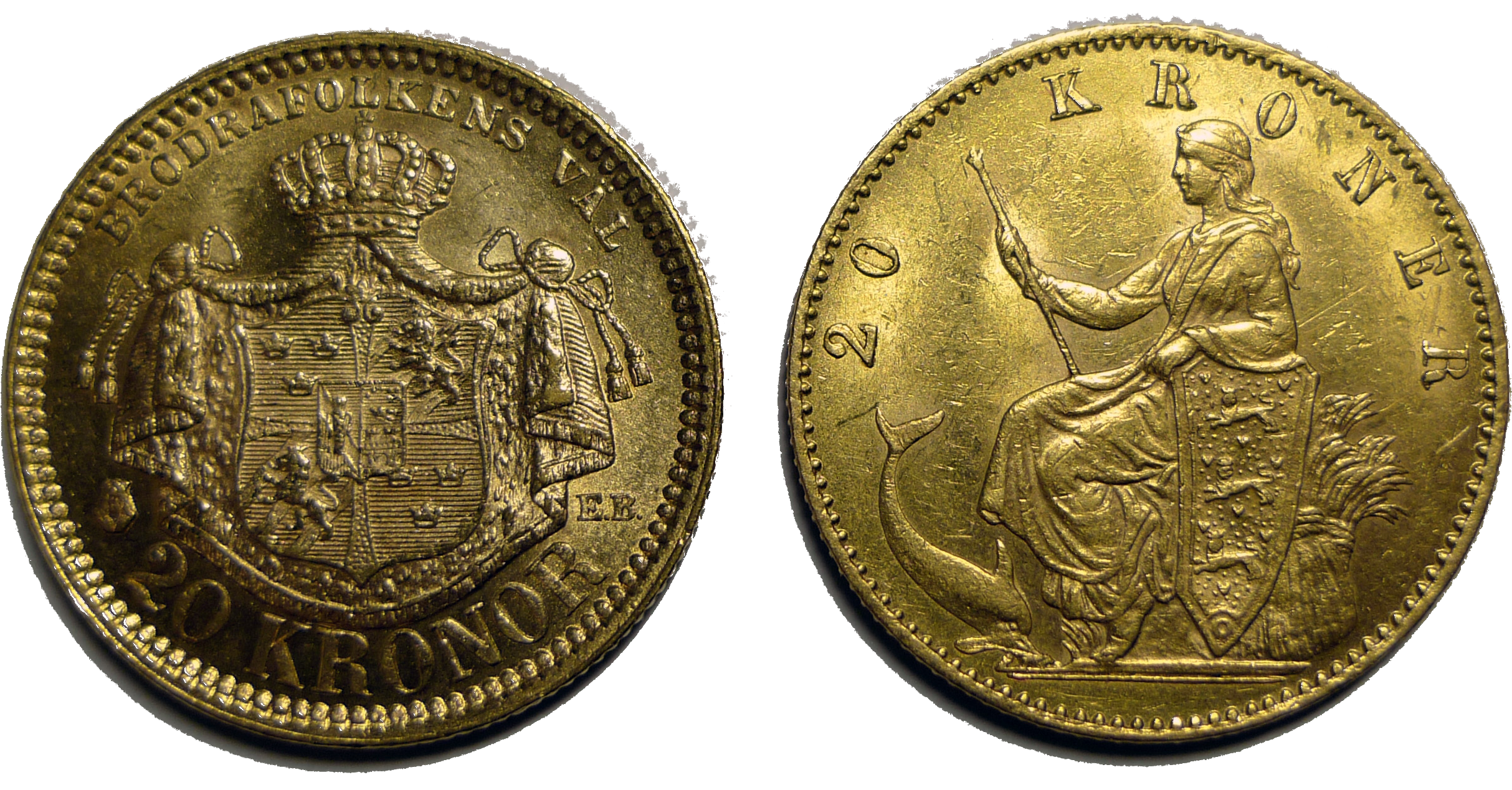
Zwei goldene 20-Kronen-Münzen aus Schweden und Dänemark, die dem Goldstandard der Skandinavischen Münzunion entsprechen.

Die Skandinavische Münzunion (schwedisch Skandinaviska myntunionen, dänisch Skandinaviske møntunion, auf Deutsch auch Skandinavische Währungsunion) war eine von 1872 bzw. 1875 bis 1924 bestehende Münz- und spätere Währungsunion zwischen Schweden, Dänemark und Norwegen.

## Geschichte
Sie wurde am 18. Dezember 1872 von Schweden und Dänemark als Währung im klassischen Goldstandard gegründet. Grund hierfür war der von Großbritannien ausgehende Goldstandard, der nach der Mitte des 19. Jahrhunderts auch auf dem europäischen Kontinent den bisherigen Silberstandard zunehmend ablöste (Bimetallismus der Lateinischen Münzunion 1865, neue deutsche Mark-Währung 1871). Am 16. Oktober 1875 trat auch Norwegen, das in Personalunion mit Schweden stand, der Münzunion bei. Fortan waren dänische, schwedische und norwegische Münzen sowie später auch Banknoten in allen drei Ländern uneingeschränkt gültig.
Im Zuge der Skandinavischen Währungsunion wurden die frühere dänische Währung, der Reichstaler (rigsdaler), und die frühere schwedisch-norwegische Währung, der Speciestaler, durch die Dezimalwährung 1 Krone = 100 Øre abgelöst. 1885 wurde der Überweisungsverkehr mit gegenseitiger Kreditgewährung der Notenbanken eingeführt (Währungsunion).
Anfangs wurde in der Währungsunion geregelt, dass einheitliche Goldmünzen, die sich nur durch die nationalen Prägestempel unterschieden, in allen drei Ländern genutzt werden konnten. Im Jahr 1894 wurde diese Regelung auch auf Banknoten ausgeweitet. Damit wurde aus der anfänglichen Münzunion eine vollwertige Währungsunion.
Monetäre Basis der Münzunion waren die 20- und 10-Kronen Gold-Münzen, die alle als Kurantmünzen auf dem gleichen Münzfuß beruhten. So wurden aus 1 kg Feingold 248 10-Kronen-Münzen geschlagen. Die 10 Kronen Münze hatte also einen Feingehalt von 4,03 g Gold. Geprägt wurden die Münzen in einer 1000/900 Legierung, das Rauhgewicht einer 10 Kronen Münze beträgt also 4,48 g.
Als sich die beteiligten Staaten, zumal während des Ersten Weltkrieges, nicht mehr auf eine gemeinsame Geldpolitik verständigen konnten, blieb der Umrechnungskurs für Banknoten und Scheidemünzen nicht länger bei 1:1. Dies führte dazu, dass die Währungsunion 1924 mit der Aufgabe der gegenseitigen Akzeptanz der Scheidemünzen de facto beendet wurde.

## Beteiligte Währungen
- Dänische Krone (zeitweilig auch als inländische Währung für Island)
- Norwegische Krone
- Schwedische Krone